# Orator F. Cook
Orator Fuller Cook (28 de mayo de 1867 Clyde, Nueva York - 23 de abril de 1949, Lanham, Maryland) fue un agrónomo, botánico, pteridólogo, micólogo, entomólogo, miriapodólogo, geógrafo cultural, escritor y profesor estadounidense.

## Biografía
Cook, se gradúa de la Universidad de Siracusa en 1890. Trabaja un año como instructor en Siracusa. En 1891 es agente de la "Sociedad del Estado de Nueva York para la Colonización". Trabaja en Liberia, y en 1896, es elegido presidente del Colegio de Liberia, hasta 1898. Ese año se une al Departamento de Agricultura de Estados Unidos como científico vegetal, y luego es Botánico Principal. Se especializa en algodón y en spp. para caucho y en la clasificación de palmeras.
Publica al menos cuatrocientos libros y artículos durante su carrera, siendo galardonado con un Doctorado Honorífico de Ciencias de la Universidad de Siracusa en 1930. Cook sirve como Asistente Honorario Curador de las Colecciones Criptogámicas del Herbario Nacional de EE. UU., de 1898 a 1948.

## Algunas publicaciones
- Vegetation affected by agriculture in Central America. Departamento de Agricultura de los Estados Unidos, Washington D. C. 1909

- History of the Coconut Palm in America. En: Contributions from the United States National Herbarium. 14 (2) /1910. Department of Botany at the National Museum of Natural History, p. 271–342

- Milpa Agriculture, A Primitive Tropical System. En: Annual Report of the Smithsonian Institution for 1919. Smithsonian Institution, Washington D. C. 1921, p. 307–326

- La abreviatura «O.F.Cook» se emplea para indicar a Orator F. Cook como autoridad en la descripción y clasificación científica de los vegetales.[2]